# Leandro Vieira
Leandro Vieira (Rio de Janeiro, 25 de julho de 1983) é um figurinista e carnavalesco brasileiro, que se tornou famoso por ter sido campeão do Grupo Especial do Rio de Janeiro no seu ano de estreia. É o carnavalesco da Imperatriz Leopoldinense no Grupo Especial e da União de Maricá na Série Ouro.

## Biografia
Trajetória no Carnaval:

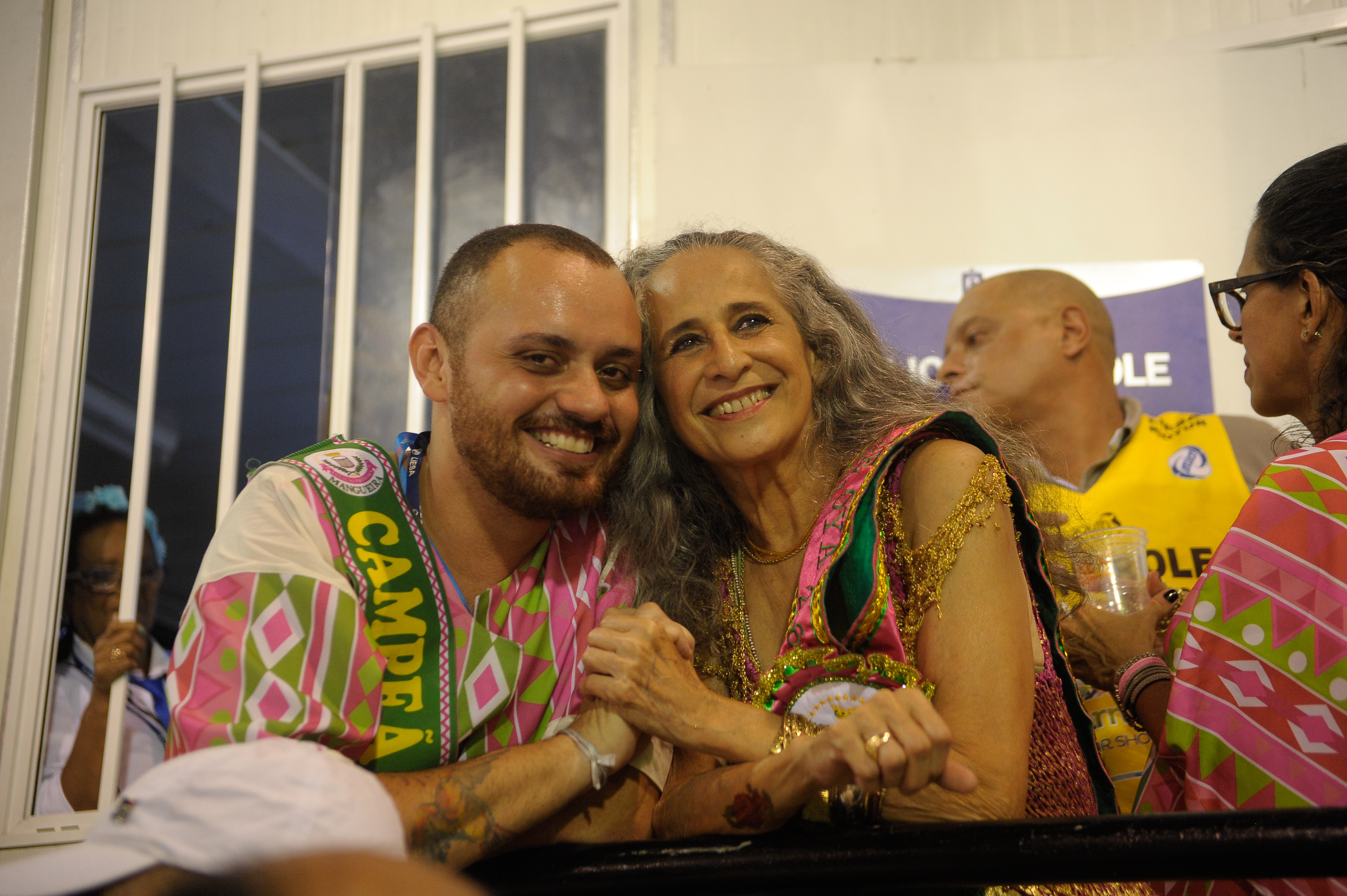
Leandro e Maria Bethânia, na quadra da Mangueira durante as comemorações do título de 2016

Formado pela Escola de Belas Artes da Universidade Federal do Rio de Janeiro iniciou sua carreira no mundo do Carnaval em 2007. Foi colorista, figurinista até chegar ao cargo de assistente artístico. Destacou-se em 2014 quando foi assistente de duas Escolas do Grupo Especial - Imperatriz e Grande Rio - e ambas voltaram no Sábado das Campeãs. Nesse ano ganhou 2 prêmios no Troféu Plumas e Paetês Cultural: melhor figurinista e melhor desenhista pela sua participação no Carnaval da Grande Rio.
No ano seguinte - 2015 - foi chamado para assinar o seu primeiro trabalho solo como carnavalesco na Caprichosos de Pilares, que desfilava pela Séria A. Apesar dos problemas financeiros e estruturais da agremiação, com o enredo "Na minha mão é mais barato" a escola conseguiu a sétima colocação após um desfile elogiado pela crítica especializada. Deixou a agremiação após o carnaval daquele ano em direção à Mangueira.
Na sua estreia no Grupo Especial em 2016, o artista desenvolveu na Mangueira uma homenagem a cantora Maria Bethânia: "A menina dos Olhos de Oyá". Após um desfile que chamou a atenção pela excelente plástica, acabou vencendo o carnaval logo em sua estreia no Grupo, igualando o feito de Joãozinho Trinta, em 1971. O ano marcou também o fim do jejum da escola que não vencia o carnaval há 13 anos. Leandro faturou o troféu Estandarte de Ouro, do jornal O Globo, como a revelação daquele ano e a agremiação levou o Estandarte de melhor escola.
Em 2017, trouxe o enredo "Só com a ajuda do santo" e a Verde e Rosa recebeu novamente o prêmio de melhor escola do Estandarte, além do troféu pela melhor ala. A agremiação terminou a disputa em quarto lugar. Uma de suas criações - o tripé Cristo-Oxalá" - acabou vetado para o desfile das campeãs devido um pedido da Arquidiocese do Rio de Janeiro.
No ano seguinte, em 2018, Vieira desenvolveu seu primeiro enredo crítico na Mangueira, onde questionou o corte de verba promovido pela Prefeitura do Rio de Janeiro. Com o enredo "Com dinheiro ou sem dinheiro eu brinco" o artista plástico questionou a real importância do dinheiro para a realização das manifestações carnavalescas e as reais intenções do prefeito com o corte. Um dos destaques do desfile foi a figura do prefeito Marcelo Crivella representado por um boneco de Judas carregando a placa "Pega no Ganzá" uma alusão ao discurso do político durante uma das plenárias da LIESA durante sua campanha eleitoral de 2016. Apesar da quinta colocação, a escola recebeu três prêmios do Estandarte de Ouro: melhor enredo, melhor ala e melhor ala das baianas.
Em 2019, Leandro desenvolveu o enredo "História para ninar gente grande", desfile que proporcionou o 20º título do carnaval carioca para a Mangueira. O objetivo foi retratar os marginalizados pela História do Brasil, defendendo os pobres, negros e indígenas. Assim, vultos da história oficial, como Pedro Álvares Cabral, Dom Pedro I e a Princesa Isabel, foram substituídos por heróis vindos das camadas populares, como Cunhambebe, Maria Filipa de Oliveira e Chico da Matilde. Na apuração, a Mangueira recebeu nota máxima em todos os quesitos (após os descartes) e terminou com 270 pontos, em primeiro lugar, três décimos à frente à frente da vice-campeã Viradouro. A escola ganhou o Estandarte de Ouro e o Tamborim de Ouro de melhor escola.
Para o carnaval de 2020, na Mangueira, Leandro levou Jesus Cristo à Sapucaí para o seu quinto enredo autoral à frente da verde-e-rosa. A ideia foi apresentar Jesus na contemporaneidade marcada pela intolerância, atento a assuntos como respeito às diferenças e questões de raça e gênero. A escola voltou no desfile das campeãs pelo quinto ano consecutivo, na 6ª colocação. Além disso, Vieira também esteve à frente da escola Imperatriz Leopoldinense, após a confirmação do rebaixamento e da continuidade de Luizinho Drummond na presidência da escola. Foi reeditado o samba-enredo de 1981 que homenageia o compositor Lamartine Babo, desfile que deu o bicampeonato a escola naquele ano. O título “O teu cabelo não nega” mudou para “Só dá Lalá” e a escola venceu o estandarte de ouro e também se sagrou campeã do Desfile de Acesso.   
Para 2022, Leandro fez novamente dupla jornada. No Grupo Especial assinou mais um Carnaval autoral pela Mangueira: "Angenor, José e Laurindo", uma homenagem aos baluartes Cartola, Jamelão e Delegado.  Já no Império Serrano, Leandro teve como enredo "Mangangá", um enredo sobre o capoeirista Besouro. Pela Estação Primeira, Leandro alcançou um 7º lugar na apuração, ficando, pela primeira vez, de fora do desfile das campeãs, desde que assumiu a criação da escola. Pelo Império Serrano, conseguiu o almejado título da Série Ouro e, consequentemente, à volta ao Grupo Especial de 2023.
Após algumas especulações, foi anunciado o desligamento do carnavalesco, da Mangueira e o anúncio da sua volta à Imperatriz.  Para o carnaval de 2023, Leandro trouxe para a Imperatriz o enredo "O aperreio do cabra que o excomungado tratou com má querença e o santíssimo não deu guarida", em que através dos cordéis e de uma linguagem delirante, é imaginado qual seria o destino pós-morte de Lampião, que não é aceito nem no Céu e nem no Inferno. Após um desfile aclamado por público e crítica, a Imperatriz Leopoldinense foi consagrada a campeã do carnaval 2023, em uma apuração apertada com Viradouro e Vila Isabel, quebrando assim um jejum de 22 anos na escola. No mesmo dia, Leandro renova o seu contrato com a agremiação para o carnaval de 2024.
Para o desfile de 2024, Vieira apresentou o enredo "Com a Sorte Virada pra Lua, segundo o testamento da Cigana Esmeralda", inspirado no folheto "O testamento da cigana Esmeralda", do escritor paraibano Leandro Gomes de Barros. Buscando o bicampeonato, o artista se debruça no tema cigano trazendo temas como interpretação dos sonhos, leitura de mão, astrologia, dentre outros temas relacionados à sorte.  Após o desfile, a escola sagrou-se Vice-Campeã do Carnaval.

## Carnavais
| Ano  | Escola          | Colocação   | Divisão       | Enredo                                                                                      | Ref.          |
| ---- | --------------- | ----------- | ------------- | ------------------------------------------------------------------------------------------- | ------------- |
| 2015 | Caprichosos     | 7.º lugar   | Série A       | Na Minha Mão É Mais Barato!                                                                 | [ 26 ]        |
| 2016 | Mangueira       | Campeã      | Especial      | Maria Bethânia: A Menina dos Olhos de Oyá                                                   | [ 27 ]        |
| 2017 | Mangueira       | 4.º lugar   | Especial (RJ) | Só com a Ajuda do Santo                                                                     | [ 28 ]        |
| 2017 | Mocidade Alegre | 6.º lugar   | Especial (SP) | A Vitória Vem da Luta, a Luta vem da Força, e a Força, da União                             | [ 29 ]        |
| 2018 | Mangueira       | 5.º lugar   | Especial      | Com Dinheiro ou Sem Dinheiro, Eu Brinco!                                                    | [ 30 ]        |
| 2019 | Mangueira       | Campeã      | Especial      | História pra Ninar Gente Grande                                                             | [ 31 ]        |
| 2020 | Mangueira       | 6.º Lugar   | Especial      | A Verdade Vos Fará Livre                                                                    | [ 19 ]        |
| 2020 | Imperatriz      | Campeã      | Série A       | Só Dá Lalá                                                                                  | [ 32 ]        |
| 2022 | Mangueira       | 7.º lugar   | Especial      | Angenor, José e Laurindo                                                                    | [ 33 ]        |
| 2022 | Império Serrano | Campeã      | Série Ouro    | Mangangá                                                                                    | [ 34 ]        |
| 2023 | Imperatriz      | Campeã      | Especial      | O Aperreio do Cabra que o Excomungado Tratou com Má-Querença e o Santíssimo não Deu Guarida | [ 35 ]        |
| 2024 | Imperatriz      | Vice-campeã | Especial      | Com a Sorte Virada pra Lua Segundo o Testamento da Cigana Esmeralda                         | [ 36 ]        |
| 2025 | Imperatriz      | 3.º lugar   | Especial      | Ómi Tútú ao Olúfon - Água Fresca para o Senhor de Ifón                                      | [ 37 ]        |
| 2025 | União de Maricá | 5.º lugar   | Série Ouro    | O Cavalo de Santíssimo e a Coroa do Seu 7                                                   | [ 38 ]        |
| 2026 | União de Maricá |             | Série Ouro    | Berenguendéns e Balangandãs                                                                 | [ 39 ]        |
| 2026 | Imperatriz      |             | Especial      | Camaleônico                                                                                 | [ 40 ] [ 41 ] |

## Televisão
| Comentarista | Comentarista                                        | Comentarista | Comentarista | Comentarista |
| Ano          | Evento                                              | Emissora     | Ref.         |              |
| ------------ | --------------------------------------------------- | ------------ | ------------ | ------------ |
| 2017-2019    | Globeleza (Desfile das Escolas de Samba da Série A) | TV Globo     | [ 42 ]       |              |

## Títulos e estatísticas
| Divisão         | Campeonato | Ano              | Vice | Ano  | Terceiro lugar | Ano  |
| --------------- | ---------- | ---------------- | ---- | ---- | -------------- | ---- |
| Grupo Especial  | 3          | 2016, 2019, 2023 | 1    | 2024 | 1              | 2025 |
| Segunda divisão | 2          | 2020, 2022       | 0    | -    | 0              | -    |

## Premiações
- Estandarte de Ouro

1. 2016 - Revelação (como carnavalesco da Mangueira) [43]
2. 2018 - Melhor enredo (Mangueira - "Com Dinheiro ou Sem Dinheiro, Eu Brinco!") [44]
3. 2023 - Melhor enredo (Imperatriz - "O Aperreio do Cabra que o Excomungado Tratou com Má-Querença e o Santíssimo não Deu Guarida") [45]
4. 2025 - Melhor enredo (Imperatriz - "Ómi Tútú ao Olúfon - Água Fresca para o Senhor de Ifón") [46]

- Estrela do Carnaval

1. 2015 - Revelação (como carnavalesco da Caprichosos) [47]
2. 2016 - Melhor carnavalesco (Mangueira) [48]
3. 2016 - Melhor conjunto de fantasias (Mangueira) [48]
4. 2017 - Melhor carnavalesco (Mangueira) [49]
5. 2017 - Melhor conjunto de fantasias (Mangueira) [49]
6. 2017 - Melhor enredo (Mangueira - "Só com a Ajuda do Santo") [49]
7. 2020 - Melhor carnavalesco (Mangueira) [50]
8. 2020 - Melhor conjunto de fantasias e alegorias (Imperatriz) [51]
9. 2023 - Melhor conjunto de fantasias (Imperatriz) [52]
10. 2023 - Melhor enredo (Imperatriz - "O Aperreio do Cabra que o Excomungado Tratou com Má-Querença e o Santíssimo não Deu Guarida") [52]
11. 2024 - Melhor conjunto de fantasias (Imperatriz) [53]
12. 2025 - Melhor conjunto de alegorias (União de Maricá) [54]
13. 2025 - Melhor conjunto de fantasias (União de Maricá) [54]

- Fala Galera Carna Insta

1. 2022 - Melhor enredo (Império Serrano - "Mangangá") [55]

- Gato de Prata

1. 2015 - Revelação (como carnavalesco da Caprichosos) [56]
2. 2016 - Melhor enredo (Mangueira - "Maria Bethânia: A Menina dos Olhos de Oyá") [57]
3. 2019 - Melhor enredo (Mangueira - "História pra Ninar Gente Grande") [58]
4. 2025 - Melhor carnavalesco (Imperatriz) [59]

- Melhores do Carnaval

1. 2019 - Melhor enredo (Mangueira - "História pra Ninar Gente Grande") [60]

- Plumas & Paetês Cultural

1. 2014 - Melhor figurinista (Grande Rio) [61]
2. 2014 - Melhor desenhista (Grande Rio) [61]
3. 2015 - Melhor figurinista (Caprichosos) [62]
4. 2016 - Melhor figurinista (Mangueira) [63]
5. 2019 - Pesquisador de enredo (Mangueira) [64]
6. 2020 - Melhor carnavalesco (Imperatriz) [65]
7. 2023 - Melhor figurinista (Imperatriz) [66]
8. 2023 - Pesquisador de enredo (Imperatriz) [66]
9. 2024 - Melhor desenhista (Imperatriz) [67]
10. 2025 - Pesquisador de enredo (Imperatriz) [68]

- Prêmio 100% Carnaval

1. 2019 - Melhor enredo (Mangueira - "História pra Ninar Gente Grande") [69]
2. 2020 - Melhor conjunto de fantasias (Imperatriz) [70]
3. 2022 - Melhor conjunto de fantasias (Império Serrano) [71]
4. 2023 - Melhor enredo (Imperatriz - "O Aperreio do Cabra que o Excomungado Tratou com Má-Querença e o Santíssimo não Deu Guarida") [72]
5. 2025 - Melhor carnavalesco (União de Maricá) [73]
6. 2025 - Melhor conjunto de alegorias (União de Maricá) [73]
7. 2025 - Melhor conjunto de fantasias (União de Maricá) [73]

- Prêmio Destaques do Ano

1. 2023 - Personalidade do Ano [74]

- Prêmio Gazeta do Rio

1. 2022 - Melhor enredo (Império Serrano - "Mangangá") [75]

- Prêmio SRzd

1. 2015 - Destaque da Série A (como carnavalesco da Caprichosos) [76]
2. 2022 - Melhor enredo (Império Serrano - "Mangangá") [77]
3. 2023 - Melhor enredo (Imperatriz - "O Aperreio do Cabra que o Excomungado Tratou com Má-Querença e o Santíssimo não Deu Guarida") [78]

- S@mba-Net

1. 2015 - Prêmio Especial: Revelação (como carnavalesco da Caprichosos) [79]
2. 2015 - Melhor enredo (Caprichosos - "Na Minha Mão É Mais Barato!") [79]
3. 2019 - Melhor enredo (Mangueira - "História pra Ninar Gente Grande") [80]
4. 2020 - Melhor conjunto de alegorias (Imperatriz) [81]
5. 2020 - Melhor conjunto de fantasias (Imperatriz) [82]
6. 2023 - Melhor enredo (Imperatriz - "O Aperreio do Cabra que o Excomungado Tratou com Má-Querença e o Santíssimo não Deu Guarida") [83]
7. 2025 - Melhor enredo (Imperatriz - "Ómi Tútú ao Olúfon - Água Fresca para o Senhor de Ifón") [84]

- Tamborim de Ouro

1. 2016 - Enredo Maravilha (Mangueira - "Maria Bethânia: A Menina dos Olhos de Oyá") [85]
2. 2017 - Enredo Maravilha (Mangueira - "Só com a Ajuda do Santo") [86]
3. 2020 - Melhor carnavalesco (Mangueira) [87]

- Troféu Explosão in Samba [88]

1. 2025 - Melhor conjunto de alegorias (Imperatriz) [89]

- Troféu Jorge Lafond

1. 2015 - Revelação (como carnavalesco da Caprichosos) [90]
2. 2015 - Melhor enredo (Caprichosos - "Na Minha Mão É Mais Barato!") [91]

- Troféu Sambario

1. 2019 - Melhor enredo (Mangueira - "História pra Ninar Gente Grande") [92]
2. 2023 - Melhor enredo (Imperatriz - "O Aperreio do Cabra que o Excomungado Tratou com Má-Querença e o Santíssimo não Deu Guarida") [93]
3. 2025 - Melhor enredo (Imperatriz - "Ómi Tútú ao Olúfon - Água Fresca para o Senhor de Ifón") [94]

- Troféu Sambista

1. 2016 - Melhor enredo (Mangueira - "Maria Bethânia: A Menina dos Olhos de Oyá") [95]

- Troféu Tupi Carnaval Total

1. 2023 - Melhor enredo (Imperatriz - "O Aperreio do Cabra que o Excomungado Tratou com Má-Querença e o Santíssimo não Deu Guarida") [96]

## Exposições Artísticas em Destaque
- 2017 – Exposição "Bastidores da Criação - Arte Aplicada ao Carnaval"; Paço Imperial; Rio de Janeiro (RJ); Brasil.
- 2018 – Exposição "O Rio do samba: resistência e reinvenção"; criação de instalação criativa em parceria com o artista Ernesto Neto; Museu de Arte do Rio; Rio de Janeiro (RJ); Brasil.
- 2021 – Exposição "Hélio Oiticica: a dança na minha experiência"; exibição da obra criada por Leandro denominada "Bandeira Brasileira" no salão Monumental; Museu de Arte Moderna; Rio de Janeiro (RJ); Brasil.

- 2021/2022 – Exposição "Carolina Maria de Jesus: um Brasil para os brasileiros"; exibição da obra criada por Leandro denominada "Bandeira Brasileira"; Instituto Moreira Salles, São Paulo (SP); Brasil;

- 2023 – Exposição "Carolina Maria de Jesus: um Brasil para os brasileiros"; exibição da obra criada por Leandro denominada "Bandeira Brasileira"; Museu de Arte Moderna; Rio de Janeiro (RJ); Brasil.

- 2023 – Exposição "Corpo Popular"; Paço Imperial e Central do Brasil; Rio de Janeiro (RJ); Brasil.